# 河合正弘
河合 正弘（かわい まさひろ、1947年12月1日 - ）は、日本の経済学者。東京大学名誉教授、元アジア開発銀行研究所長。学位は経済学Ph.D（スタンフォード大学）。岡山県出身。

## 学歴
- 1966年3月 - 静岡県立静岡高等学校卒業[2]
- 1971年6月 - 東京大学経済学部卒業
- 1973年6月 - 東京大学大学院経済学研究科修士課程修了、経済学修士（MA）取得
- 1976年6月 - スタンフォード大学統計学MS（修士号）取得
- 1977年6月 - スタンフォード大学大学院経済学研究科博士課程修了
- 1978年9月 - スタンフォード大学経済学Ph.D（博士号）取得

## 職歴
- 1977年7月 - ブルッキングス研究所リサーチ・フェロー
- 1978年7月 - ジョンズ・ホプキンス大学政治経済学部助教授
- 1984年 - ジョンズ・ホプキンス大学政治経済学部准教授
- 1986年6月 - 東京大学社会科学研究所助教授（文部教官教育職）
- 1988年 - ジョンズ・ホプキンス大学政治経済学部客員准教授
- 1991年 - ブリティッシュコロンビア大学経済学部客員准教授
- 1992年 - ニューヨーク大学スターン経営大学院リサーチ・サイエンティスト
- 1998年4月 - 世界銀行東アジア大洋州地域担当チーフエコノミスト
- 2001年7月 - 財務省大臣官房参事官（副財務官）
- 2003年3月 - 財務省財務総合政策研究所長
- 2003年7月 - 東京大学社会科学研究所教授
- 2005年 - アジア開発銀行総裁経済顧問兼地域経済統合室長
- 2007年 - アジア開発銀行研究所長
- 2008年9月 - 東京大学依願退職
- 2009年 - 東京大学名誉教授

ほか、現在、日本国際フォーラム参与、政策委員を務める。

## 著書

### 単著
- 『国際金融と開放マクロ経済学――変動為替レート制のミクロ・マクロ分析』（東洋経済新報社, 1986年）
- 『国際金融論』（東京大学出版会, 1994年）

### 共著
- （村瀬英彰）『発展途上国の累積債務問題』（三菱経済研究所, 1992年）
- （須田美矢子・翁邦雄・村瀬英彰）『ゼミナール国際金融基礎と現実』（東洋経済新報社, 1993年）
- （武蔵武彦・八代尚宏）『経済政策の考え方』（有斐閣, 1995年）

### 共編著
- （安保哲夫・柴垣和夫）『日米関係の構図――相互依存と摩擦』（ミネルヴァ書房, 1992年）
- （通産省通商産業研究所）『円高はなぜ起こる――変動する為替レートと日本経済』（東洋経済新報社, 1995年）
- The New World Fiscal Order: Implications for Industrialized Nations, co-edited with C. Eugene Steuerle, (Avebury, 1996).
- （QUICK総合研究所アジア金融研究会）『アジアの金融・資本市場――自由化と相互依存』（日本経済新聞社, 1996年）
- Exchange Rate Regimes in East Asia, co-edited with Gordon de Brouwer, (RoutledgeCurzon, 2004).

### 訳書
- J・A・フレンケル、A・ラジン『財政政策と世界経済』（HBJ出版局, 1991年）
- マイケル・G・プランマー、アレクサンドラ・トルチアック=デュヴァル編『開発のための政策一貫性――東アジアの経済発展と先進諸国の役割』（明石書店, 2006年）